# Olympia Bob Run St. Moritz - Celerina
De Olympia Bob Run St. Moritz - Celerina is een bobbaan tussen Sankt Moritz en Celerina in Zwitserland, die voor Bobsleeën, Skeleton en Rodelen gebruikt wordt. De baan werd in 1904 in gebruik genomen en is daarmee de oudste nog gebruikte bobbaan ter wereld. Ieder jaar wordt de baan in krap drie weken met de hand opgebouwd uit natuurijs.

## Geschiedenis
Voornamelijk Britse toeristen zochten een plek om de door hen pas bedachte sport te beoefenen. Zij richtten in 1897 de Saint Moritz Bobsleigh Club, de oudste bobclub ter wereld, op in St. Moritz. Aanvankelijk werd er geruzied met de Skeletonners van de St Moritz Tobogganing Club over het gebruik van de Cresta Run. In 1903 bracht een gala-avond bijna CHF 11.000 op, waarmee meteen met de bouw van een bobbaan kon worden begonnen. Dankzij de steun van Alphonse Badrutt en het beschikbaar gestelde terrein van het Kulm Hotel kon de baan op 1 januari 1904 met een bobwedstrijd worden ingewijd. Ze geldt daarmee naast de Bobbahn Arosa als oudste permanente bobbaan in Zwitserland.
De bobbaan loopt nog steeds door het bos met alpendennen van het Badrutt Park in St. Moritz langs de Via Maistra, de weg tussen St. Moritz en Celerina, naar de aankomst in Celerina 130 meter lager. De Via Maistra is tijdens het bobseizoen gesloten voor het wegverkeer.

## Wedstrijden
Gedurende het ruim 125-jarige bestaan van de bobsleeclub was de Olympia Bob Run tweemaal, 1928 en 1948, het toneel van de bobwedstrijden tijdens de Olympische Winterspelen. In januari 2020 vonden de wedstrijden in het kader van de jeugdolympiade op de enige natuurijsbobbaan ter wereld plaats.
De Olympische wedstrijden in 1928 zijn uniek omdat het de enige keer was met vijfmansslees. Al in 1948 werden de gangbare disciplines twee- en vierzitsslees beoefend. In totaal was de baan 22 keer het toneel van  wereldkampioenschappen (18x Bobsleeën, 3x Skeleton en 1x Rodelen). Daarnaast vonden diverse Europesekampioenschappen (EK) bobsleeën en een EK skeleton hier plaats. Talrijke wedstrijden voor de wereldbeker voor zowel bobsleeën als skeleton en rodelen zijn in St. Moritz gehouden. 
In 2020 vond er weer een Olympisch evenement op de Olympia Bob Run plaats toen de Monobob-, Skeleton- und Rodel wedstrijden van de jeugdwinterspelen plaatshadden op de baan. Nadat de wereldbeker Rodelen in 2021 na negen jaar terugkeerde met haar finale werd ook in 2022 de wereldbeker finale, nu in combinatie met het EK, in St. Moritz gehouden.

## Opbouw
Van meet af aan tot begin jaren 80 van de 20ste eeuw verzorgde de plaatselijke familie Angelini drie generaties lang de opbouw van de bobbaan. In 1985 nam Louis Prantl dit over en sinds 1990 verzorgt Christian Brantschen uit Celerina de opbouw van de baan. In de laatste week van november komt een bouwploeg uit Zuidtirol om het werk uit te voeren. Hoewel alle bochten in het landschap vastliggen zijn er ieder jaar kleine afwijkingen ten opzichte van eerdere jaren.
De bouw start bij de Sunny Corner richting het dal langs de Via Maistra. Als eerste bocht komen ze bij de Horse-Shoe en daarna gaat het door het bos naar de Bridge Corner, waar de Rhätische Bahn gekruist wordt. Aan de andere kant van het spoor volgen dan de Martineau Corner de  Portago Corner bij de eindstreep en de uitloophelling naar het aankomstgebouw. Vervolgens wordt het bovenste deel tussen de start en de Sunny Corner opgebouwd waarna de opbouw van de Sunny Corner de beide delen koppelt tot een bobbaan. Hoge temperaturen of gebrek aan sneeuw kunnen de volgorde echter beïnvloeden.
Na de opbouw wordt de bouwploeg opgedeeld waarbij ieder een deel van de baan krijgt toegewezen om af te bouwen en te onderhouden. Het dagelijks onderhoud vindt voornamelijk 's middags plaats en duurt doorgaans rond vier uur. Na afloop van het seizoen wordt meteen met de afbraak begonnen en worden de zonneschermen verwijderd. Voor de bouw van de grootste ijssculptuur ter wereld wordt ongeveer 15.000 m3 sneeuw en 7.000 m3 water gebruikt, dit alles zonder chemicaliën.

## Baanverloop
De baan loopt vrijwel onveranderd over een lengte van 1722 meter en een hoogteverschil van 130 meter met een gemiddelde helling van 8,14 %.
De bochten kregen hun naam van de Britse sporters die het initiatief voor de baan namen. De Engelse namen zijn sindsdien in gebruik en zijn ook met pictogrammen op het logo van de club aangegeven.
| Bochtnummer | Naam                | Herkomst van de naam |
| ----------- | ------------------- | --- |
| 1.          | (Start)             | De start ligt bij het gebouw van de in 1973 door Gunter Sachs opgerichte Dracula-Club. |
| 2.          | Wall Corner         | Genoemd naar de muur naast de bocht. |
| 3.          | Snake Corner        | Een bocht in de vorm van een slang. |
| 4.          | Sunny Corner        | Het zonnigste deel van de baan. |
| 5.          | Nash-Dixon Corner   | Genoemd naar de Britse Bobpiloten Anthony Nash und Robin Dixon, die op de winterspelen in 1964 te Innsbruck goud wonnen. Ze zijn de enige eeuwige leden van de St. Moritz Bobsleigh Club. |
| 6.          | Horse-Shoe Corner   | Bocht in de vorm van een hoefijzer. |
| 7.          | Telephone Corner    | Hier stond aan de eerste baan een telefoon. |
| 8.          | Shamrock            | Klaverblad. |
| 9.          | Devils Dyke Corner  | Duivelsdambocht |
| 10.         | Tree Corner         | Hier stond een boom bij de korte kant van deze bocht. |
| 11.         | Bridge Corner       | Nadat deze bocht genomen is zie je boven de rest van de baan de spoorbrug. |
| 12.         | Leap                | De sprong onder de spoorbrug naar de laatste bochten. |
| 13.         | Gunter Sachs Corner | Genoemd naar Gunter Sachs, de voorzitter van de St. Moritz Bobsleigh Club van 1969 tot 2011. |
| 14.         | Martineau Corner    | Genoemd naar Hubert de Martineau, een Majoor van het Zwitserse leger als dank voor zijn 44-jarige voorzitterschap van 1922 tot 1969. |
| 15.         | Portago Corner      | Genoemd naar Alfonso de Portago (1928–1957), die bij het WK bobsleeën in 1957 de bronzenplak, en tot nu toe enige Spaanse medaille bij bobsleeën, won. Slechts een paarweken later verongelukte hij tijdens de autorally Mille Miglia in Italië. Een stichting met zijn naam maakte de ombouw van het onderste deel van de baan mogelijk. |
| 16.         | (Uitloop)           | |

De meest in het oog springende wijzigingen aan de baan bevinden zich in het onderste deel. Door de toegenomen snelheden werd het remmen in de loop der tijd steeds moeilijker tot de uitloop niet meer toereikend was voor voor het gebruikte materieel. De Horse Shoe bocht werd in de winter van 1955/56 versterkt met natuursteen waarbij ook de boogstraal met 2,5 meter werd vergroot. Een 4,5 m hoge muur met een 1,75 m hoge houten opbouw maakten het mogelijk om de bocht ook bij geringe hoeveelheden sneeuw gebruiksklaar te maken. Na de WK in 1957 volgden de eerste aanpassingen van het traject, in de jaren 80 van de 20ste eeuw en in 2002 werden nog een aantal wijzigingen doorgevoerd. 
De Horse Shoe moest in 1995 opnieuw worden aangepast omdat de druk van met name de bobslees steeds groter werd. Zelfs de geliefde Bobtaxi voor bezoekers zorgde voor 5G, een kracht van vijf keer het eigen gewicht, op de inzittenden. Door deze druk en de smallere ijzers onder de slees ontstonden heel snel groeven en gaten in de bocht zodat het normale verloop van oefenritten en wedstrijden werd beïnvloed. In drie maanden tijd werd de toerit 4 meter in de helling naar rechts geschoven en werd de straal nogmaals met 2,5 meter vergroot waardoor de bocht ruimer werd. Tegelijk werd de toerit 1,5 meter opgehoogd waarmee de snelheid ongeveer met 2,5 km/u werd verlaagd en de schade aan het eis beperkt werd.

## Gebouwen
Niet alleen het baanverloop en de bochten werden aangepast. Het kleine starthuis, dat zowel bar als kleedkamer was werd in 1972 vervangen door een pand met kantoren, kleedkamers, de verenigingsruimte van de St. Moritz Bobsleigh Club en de Dracula Club. Dit pand werd in 1992, 1993 en 2002 uitgebreid, om het toenemende gebruik te kunnen bolwerken.
Het Sunny House was in de beginjaren een geliefd ontmoetingspunt langs de Olympia Bob Run St. Moritz – Celerina. De Dames en Heren van de High Society keken vanuit de verwarmde bar door een groot venster uit op de Sunny Corner. In de loop der tijd werd de bar gesloten en het pand omgebouwd tot opslagplaats voor bouwmaterialen. De bar zelf is verplaatst naar de Horse-Shoe bocht. Aanvankelijk werd elk jaar een provisorium gebouwd, dat de toeschouwers echter niet de mogelijkheid gaf om zich op te warmen bij -25° C buitentemperatuur. Dit probleem werd in 2005 verholpen door de bouw van de Horse-Shoe-Lodge. In 1992 werd aan het eind van de oude uitloop op de Crestaheuvel een klein gebouw met sanitaire voorzieningen gebouwd. Later werd dit door een groter aankomstgebouw vervangen met kleedkamers, sanitaire voorzieningen en zalen.

## Cursussen
De Olympia Bob Run organiseert tijdens het seizoen voor de disciplines Monobob-, Bob- en Skeleton minstens 1 cursus elk. Deze cursussen worden door professionele piloten gegeven.

## Bezoekersritten
Dagelijks worden in aansluiting op de oefen- en wedstrijd-ritten bezoekersritten gehouden. Deze geen terug tot de jaren 30 van de 20ste eeuw toen Nino Bibbia met onverschrokken dames per bobslee van St. Moritz nach Celerina reed. De bezoekersritten zijn pas sinds 1973 een vast onderdeel van de dag omdat de bedrijfsleider van toen mogelijkheden zocht om ook de minder benutte tijden van de dag te vullen. Deze ritten werden destijds gereden met bobs van het type „Feierabend“.

## Tv-documentaire
- Die Achterbahn der Alpen van Erich Grünbacher en Andreas Niederkofler (3sat)[5]

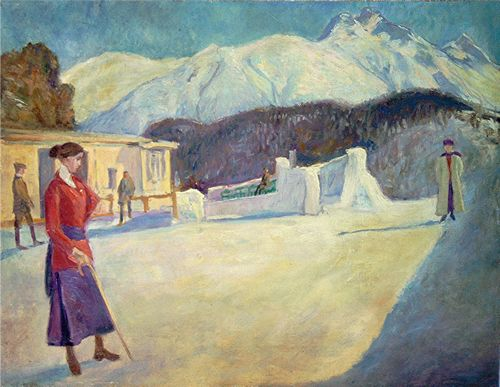
De start van de bobbaan rond 1905 op een schilderij van Johannes Martini.
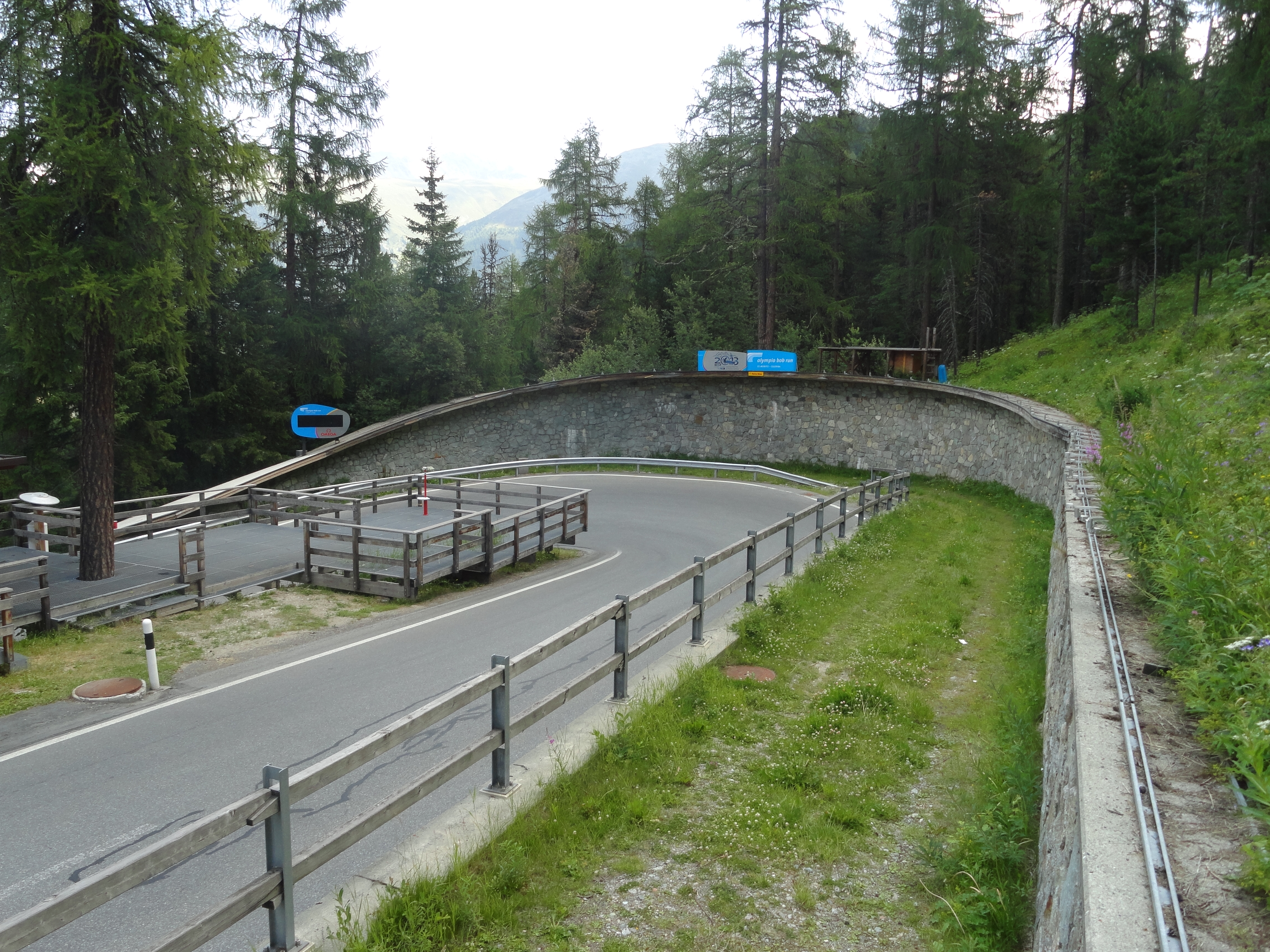
De Horse Shoe bocht in de zomer 2012) …
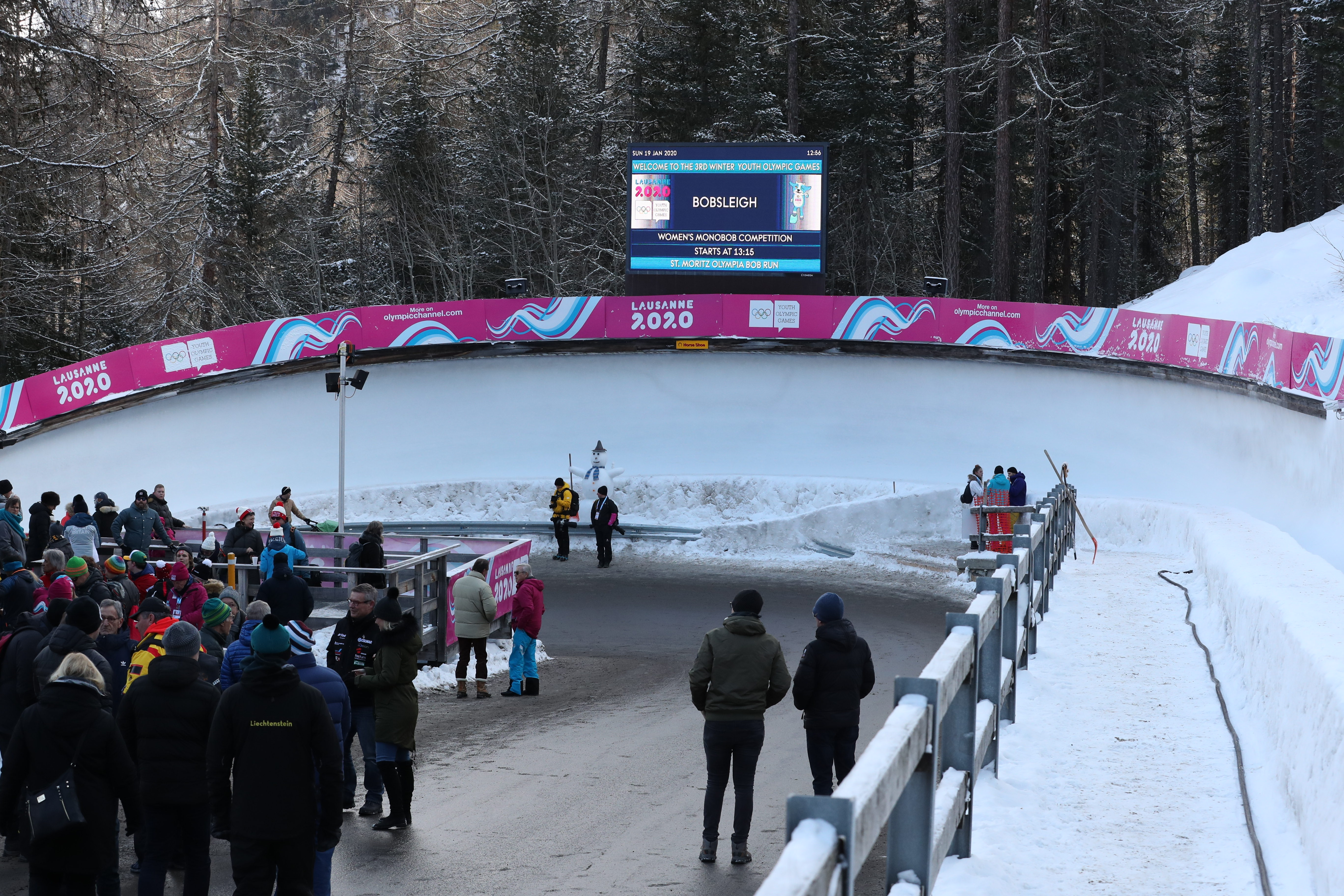
… en in de winter (2020)

Bobsleeën · Kunstrijden · Langlaufen · Militaire patrouille (demonstratie) · Noordse combinatie · Schaatsen · Schansspringen · Skeleton · IJshockey